# Passerelle multimédia

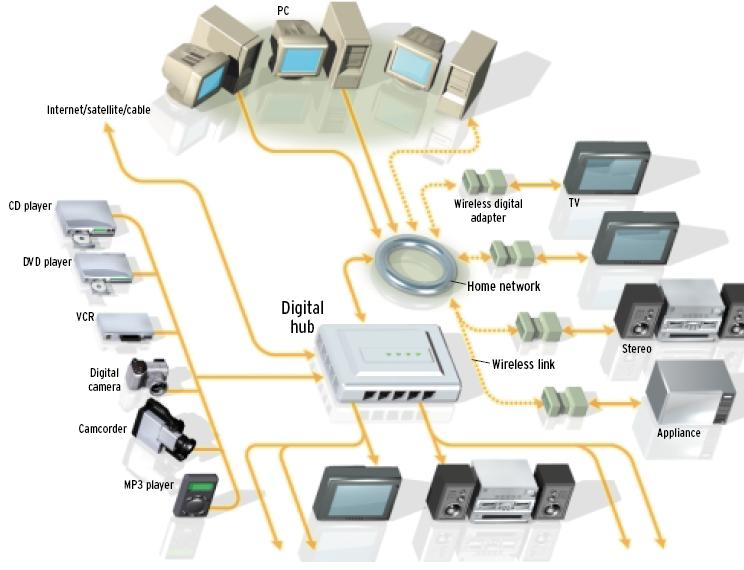
Schéma du fonctionnement d’une passerelle multimédia

Une passerelle multimédia est un appareil électronique permettant, au moyen d'une connexion à un réseau informatique par câble (Ethernet) ou sans-fil (Wi-Fi), d'accéder à des fichiers multimédias (audio, photos et vidéo) stockés dans un ordinateur ou un serveur informatique, pour les lire sur des équipements plus adaptés à ce type de divertissements en raison d’une meilleurecapacitésonoreet visuelle: une chaîne hi-fi, une télévision, voire un home cinema.

## Description
Parfois, certaines fonctionnalités avancées sont proposées si le réseau est connecté à Internet : lecture en streaming (webradios, vidéos en ligne), podcasting, voire navigation sur le web.
La connexion au réseau se fait souvent par l'implémentation d'une couche UPnP sur l'appareil.
Plus récemment, on a vu apparaître des dongles spécialisés tels que les clés Miracast, à l'image de la Chromecast de Google, et dont la vidéo et les autres informations sont entièrement retransmises par Wi-Fi Direct, afin de permettre dans la plupart des cas de piloter écran large de télévision via un smartphone, en y regardant des vidéos de YouTube.